# Killer (gruppo musicale finlandese)
I Killer sono stati una band pop rock finlandese, fondata nel 1999 a Helsinki. Faceva parte dell'associazione e studio di registrazione Dinasty e il suo successo maggiore è "Naughty Boy" del 2003.
Il 5 febbraio 2005 i Killer hanno annunciato di prendersi una pausa a tempo indeterminato affermando di non sapere se proseguiranno il loro percorso musicale assieme.
La cantante Siiri Nordin ha proseguito la sua carriera come solista pubblicando due album: Me Too nel 2006 e Lyö tahtia nel 2008.

## Membri
- Siiri Nordin (cantante e tastierista)
- Timo Huhtala (bassista)
- Teijo Jämsä (batterista)
- Tuomas "Tumppi" Norvio (chitarrista)

## Discografia

### Album
- Sickeningly Pretty & Unpleasantly Vain (2001)
- Sure You Know How to Drive This Thing (2003)

### Singoli
- All I Want (2001)
- Hurricane (2001)
- Fire (2002)
- Naughty Boy (2003)
- Watching - Waiting (2003)
- Liar (2003)